# Gréolières
Gréolières est une commune française située dans le département des Alpes-Maritimes, en région Provence-Alpes-Côte d'Azur.
Ses habitants sont appelés les Gréolois.

## Géographie

### Localisation
Le village de Gréolières est situé sur le versant sud de la montagne du Cheiron et surplombe la rivière du Loup.

### Géologie et relief
Commune membre du Parc naturel régional des Préalpes d'Azur.
Outre le village, la commune de Gréolières comporte deux hameaux :
- hameau de Saint-Pons, situé à 5 km à l'est de Gréolières, sur le versant sud de la montagne du Cheiron, sur la route allant à Coursegoules ;
- Gréolières 1400 : cette station de ski familiale (altitude 1 400-1 800 m) est la plus proche de la Côte d'Azur. Le sommet du Cheiron offre un panorama remarquable sur la Côte d'Azur allant de Monaco jusqu'au massif de l'Esterel.

L'exposition plein sud fait de Gréolières un lieu propice à la pratique du parapente tout au long de l'année.

### Sismicité
Commune située dans une zone de sismicité moyenne.

### Hydrographie et les eaux souterraines
Cours d'eau traversant la commune :
- le Peyron ;
- la Ganière ;
- le Loup.

### Climat
Pour des articles plus généraux, voir Climat de Provence-Alpes-Côte d'Azur et Climat des Alpes-Maritimes.
En 2010, le climat de la commune est de type climat méditerranéen altéré, selon une étude du Centre national de la recherche scientifique s'appuyant sur une série de données couvrant la période 1971-2000. En 2020, Météo-France publie une typologie des climats de la France métropolitaine dans laquelle la commune est exposée à un climat méditerranéen et est dans la région climatique  Var, Alpes-Maritimes, caractérisée par une pluviométrie abondante en automne et en hiver (250 à 300 mm en automne), un très bon ensoleillement en été (fraction d’insolation > 75 %), un hiver doux (8 °C) et peu de brouillards. 
Pour la période 1971-2000, la température annuelle moyenne est de 11,4 °C, avec une amplitude thermique annuelle de 15,6 °C. Le cumul annuel moyen de précipitations est de 1 168 mm, avec 5,9 jours de précipitations en janvier et 4,2 jours en juillet. Pour la période 1991-2020, la température moyenne annuelle observée sur la station météorologique de Météo-France la plus proche, « Caussols », sur la commune de Caussols à 7 km à vol d'oiseau, est de 9,7 °C et le cumul annuel moyen de précipitations est de 1 271,5 mm. 
La température maximale relevée sur cette station est de 32,4 °C, atteinte le 28 juin 2019 ; la température minimale est de −11,7 °C, atteinte le 27 février 2018,,. 
Les paramètres climatiques de la commune ont été estimés pour le milieu du siècle (2041-2070) selon différents scénarios d'émission de gaz à effet de serre à partir des nouvelles projections climatiques de référence DRIAS-2020. Ils sont consultables sur un site dédié publié par Météo-France en novembre 2022.

### Voies de communications et transports

#### Voies routières
Nombreux accès par les communes de proximité et par Grasse - Le Bar-sur-Loup...

#### Transports en commun
- Transport en Provence-Alpes-Côte d'Azur

### Intercommunalité
Commune membre de la Communauté d'agglomération de Sophia Antipolis.

## Urbanisme
La commune est intégrée dans le schéma de cohérence territoriale Sophia Antipolis.

### Typologie
Au 1er janvier 2024, Gréolières est catégorisée commune rurale à habitat dispersé, selon la nouvelle grille communale de densité à 7 niveaux définie par l'Insee en 2022.
Elle est située hors unité urbaine et hors attraction des villes,.

### Occupation des sols
L'occupation des sols de la commune, telle qu'elle ressort de la base de données européenne d’occupation biophysique des sols Corine Land Cover (CLC), est marquée par l'importance des forêts et milieux semi-naturels (96,4 % en 2018), une proportion identique à celle de 1990 (96,4 %). La répartition détaillée en 2018 est la suivante : 
forêts (49,9 %), milieux à végétation arbustive et/ou herbacée (42,9 %), prairies (3,6 %), espaces ouverts, sans ou avec peu de végétation (3,5 %).
L'évolution de l’occupation des sols de la commune et de ses infrastructures peut être observée sur les différentes représentations cartographiques du territoire : la carte de Cassini (XVIIIe siècle), la carte d'état-major (1820-1866) et les cartes ou photos aériennes de l'IGN pour la période actuelle (1950 à aujourd'hui).

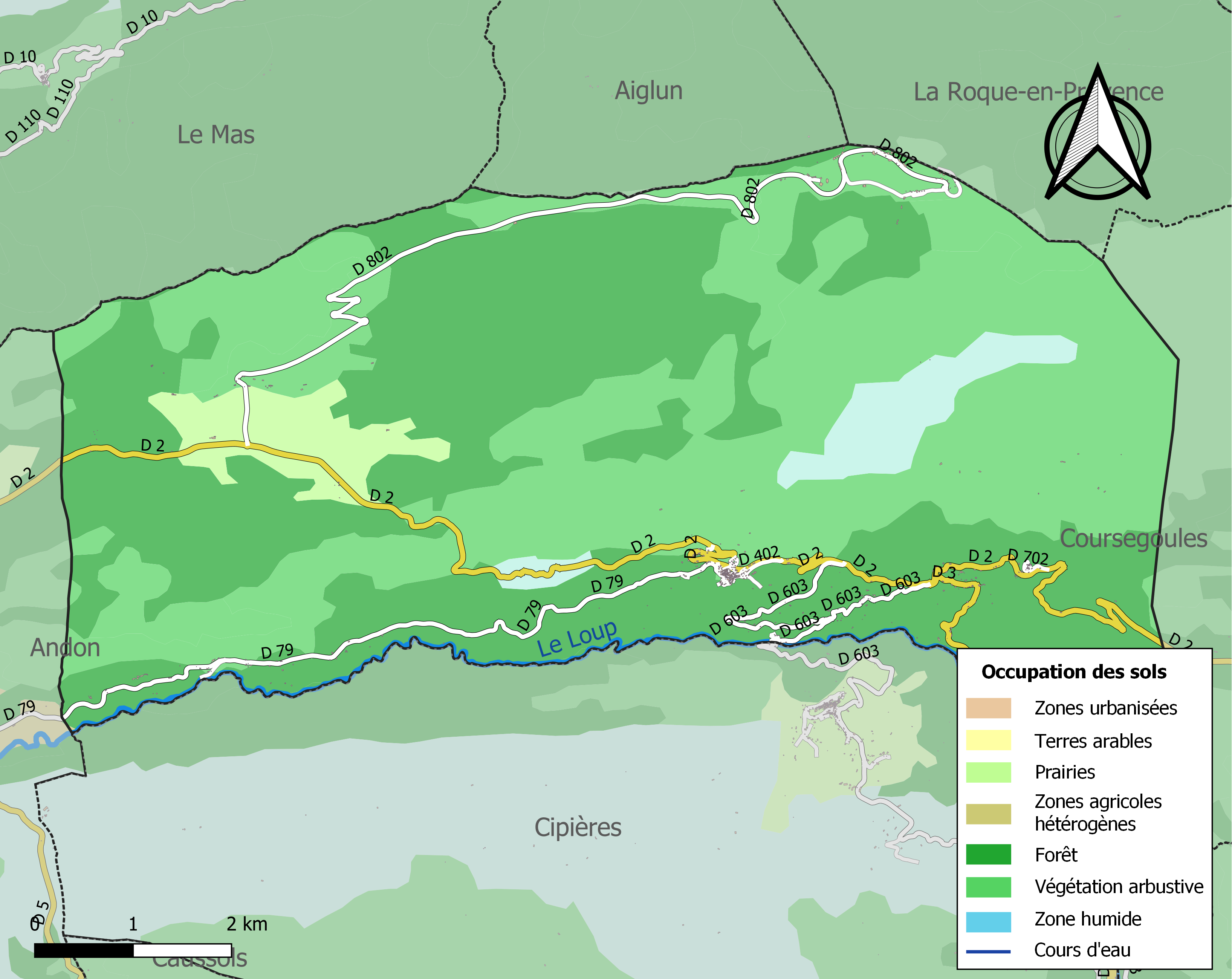
Carte de l'occupation des sols de la commune en 2018 (CLC).

## Économie

### Entreprises et commerces

#### Agriculture
- Chevrière.
- Apiculteur[18].
- Maraîcher.

#### Tourisme
- Restaurants[19].
- Gîtes[20].
- Gréolières-les-Neiges, station de ski.

#### Commerces
- Pisciculture.
- Commerce de proximité.
- Ancienne tuilerie[21].

## Toponymie
Le nom de la localité est attesté sous la forme Graularias en 1033.
Du latin graulus (corneille) avec le latin –aria (aire).

## Histoire
Durant les guerres de religion, la ville est attaquée par les protestants en 1574.
La vallée du Loup est chargée d'histoire car elle était traversée par la principale voie romaine reliant Vence à Castellane en passant par Gréolières. On peut y voir des bornes milliaires.
Pour ce que l'on sait sur l'histoire du château, celle-ci paraît quelque peu agitée.
Selon certains historiens, ses fondations datent du Ve siècle et fut pendant de nombreux siècles la propriété de la puissante famille des Villeneuve-Vence et connut son premier revers sérieux en 1592 lorsque les troupes du Duc de Savoie envoyèrent 200 boulets de canon qui le détruisirent partiellement.
Le château fut restauré au cours des XVIIe et XVIIIe siècles.
En 1838, la famille de Vence cède le château à un habitant du village, Jacques Flory pour la somme de 17 000 francs en pièces d'or.

## Politique et administration
| Période      | Période      | Identité             | Étiquette | Qualité                    |
| ------------ | ------------ | -------------------- | --------- | -------------------------- |
| 1896         | 1912         | Jean-Baptiste Maurel |           |                            |
| 1912         | 1914         | Léon Mallet          |           |                            |
| 1914         | 1918         | Marius Merle         |           |                            |
| 1918         | 1935         | Eugène Raynaud       |           |                            |
| 1935         | 1959         | Bernard Gibelin      |           |                            |
| 1959         | 1971         | Emile Bovis          |           |                            |
| 1971         | 1977         | Marcel Bacelon       |           |                            |
| 1977         | 1995         | Jean Mane            |           |                            |
| 1995         | mars 2001    | René Cresp           |           |                            |
| mars 2001    | mars 2008    | Yolande Bugeia       |           |                            |
| mars 2008    | juillet 2011 | Marc Malfatto        |           |                            |
| juillet 2011 | 2020         | Roger Cresp          |           | Retraité de l'enseignement |
| 2020         | En cours     | Marc Malfatto        |           |                            |

### Budget et fiscalité 2019

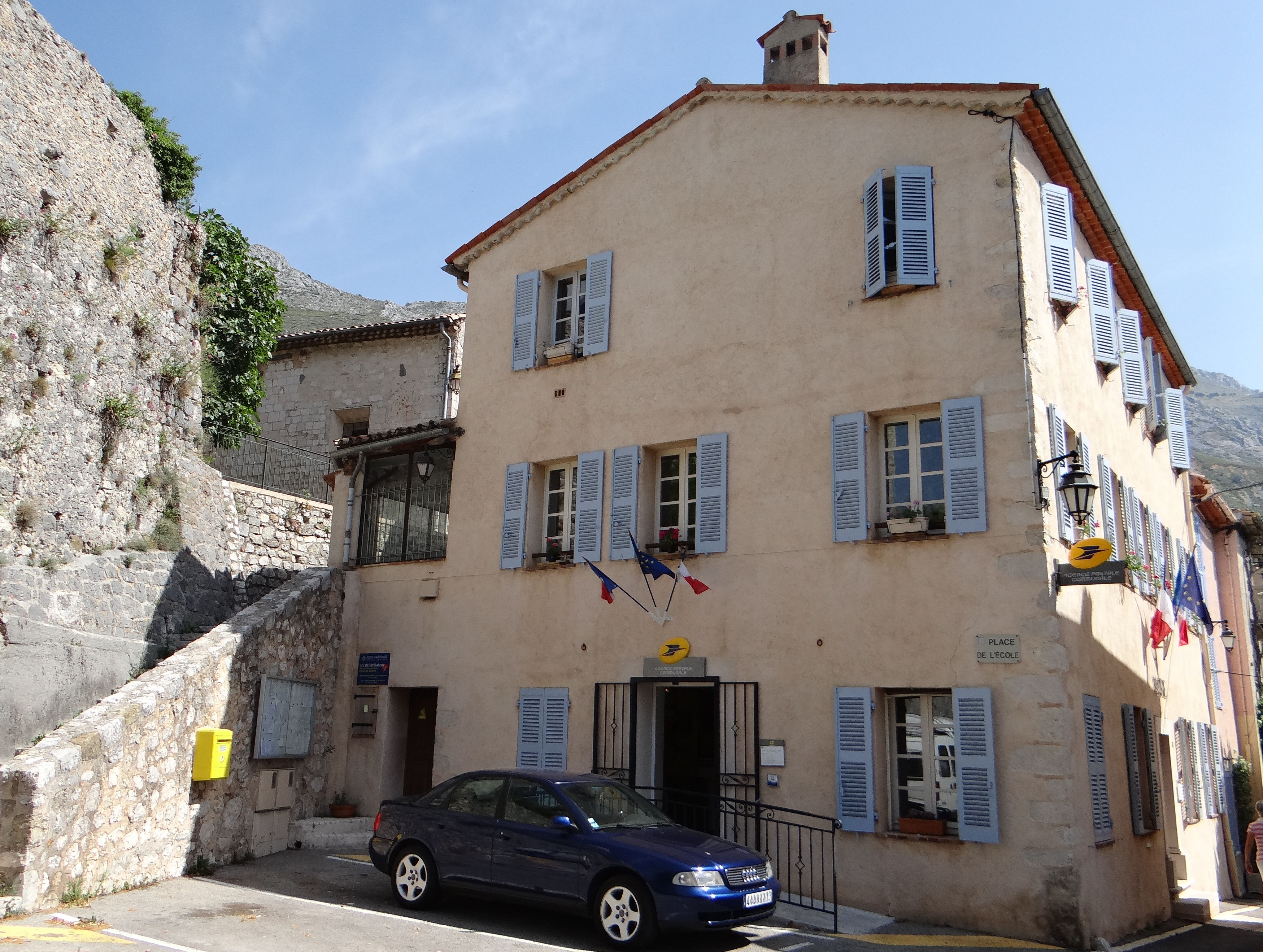
La mairie et l'agence postale.

En 2019, le budget de la commune était constitué ainsi :
- total des produits de fonctionnement : 902 000 €, soit 1 483 € par habitant ;
- total des charges de fonctionnement : 763 000 €, soit 1 256 € par habitant ;
- total des ressources d'investissement : 459 000 €, soit 755 € par habitant ;
- total des emplois d'investissement : 527 000 €, soit 867 € par habitant ;
- endettement : 362 000 €, soit 595 € par habitant.

Avec les taux de fiscalité suivants :
- taxe d'habitation : 11,26 % ;
- taxe foncière sur les propriétés bâties : 9,38 % ;
- taxe foncière sur les propriétés non bâties : 118,62 % ;
- taxe additionnelle à la taxe foncière sur les propriétés non bâties : 0,00 % ;
- cotisation foncière des entreprises : 0,00 %.

Chiffres clés Revenus et pauvreté des ménages en 2017 : médiane en 2017 du revenu disponible, par unité de consommation : 18 360 €.

## Population et société

### Démographie

#### Évolution démographique
L'évolution du nombre d'habitants est connue à travers les recensements de la population effectués dans la commune depuis 1793. Pour les communes de moins de 10 000 habitants, une enquête de recensement portant sur toute la population est réalisée tous les cinq ans, les populations de référence des années intermédiaires étant quant à elles estimées par interpolation ou extrapolation. Pour la commune, le premier recensement exhaustif entrant dans le cadre du nouveau dispositif a été réalisé en 2007.

En 2022, la commune comptait 606 habitants, en évolution de +1,68 % par rapport à 2016 (Alpes-Maritimes : +2,85 %, France hors Mayotte : +2,11 %).
| 1793 | 1800 | 1806 | 1821 | 1831 | 1836 | 1841 | 1846 | 1851 |
| ---- | ---- | ---- | ---- | ---- | ---- | ---- | ---- | ---- |
| 612  | 796  | 746  | 749  | 809  | 709  | 713  | 696  | 652  |

| 1856 | 1861 | 1866 | 1872 | 1876 | 1881 | 1886 | 1891 | 1896 |
| ---- | ---- | ---- | ---- | ---- | ---- | ---- | ---- | ---- |
| 635  | 581  | 594  | 582  | 550  | 516  | 526  | 505  | 508  |

| 1901 | 1906 | 1911 | 1921 | 1926 | 1931 | 1936 | 1946 | 1954 |
| ---- | ---- | ---- | ---- | ---- | ---- | ---- | ---- | ---- |
| 466  | 441  | 533  | 293  | 304  | 268  | 280  | 183  | 161  |

| 1962 | 1968 | 1975 | 1982 | 1990 | 1999 | 2006 | 2007 | 2012 |
| ---- | ---- | ---- | ---- | ---- | ---- | ---- | ---- | ---- |
| 196  | 250  | 292  | 311  | 380  | 455  | 525  | 535  | 589  |

| 2017 | 2022 | - | - | - | - | - | - | - |
| ---- | ---- | - | - | - | - | - | - | - |
| 586  | 606  | - | - | - | - | - | - | - |

### Enseignement
Établissements d'enseignements :
- école maternelle ;
- école primaire[30] ;
- collèges à Saint-Vallier-de-Thiey et Grasse ;
- lycées à Grasse et Vence.

### Santé
Professionnels et établissements de santé :
- médecins à Saint-Vallier-de-Thiey, Bouyon et Le Rouret ;
- pharmacies à Saint-Vallier-de-Thiey ;
- hôpitaux à Grasse.

### Cultes
- Culte catholique, Paroisse Saint-Antoine-de-Padoue[32], Diocèse de Nice.

## Culture locale et patrimoine

### Lieux et monuments
Le territoire de la commune est riche en monuments et sites :

#### Patrimoine religieux
- Église Notre-Dame-de-Verdelaye (ruines) dont on retrouve mention en l'an 1047. Elle est donnée à cette date à l'abbaye Saint-Victor de Marseille dont elle devient un prieuré par trois frères, Étienne, Guillaume et Inguilran. Ces ruines sont situées en contrebas du village. L'église était déjà ruinée au XVIIe siècle comme le signalait l'évêque Antoine Godeau dans ses procès-verbaux de visite en 1654 et 1664[33]. Elle possédait une nef de trois travées dont il n'en reste que deux. L'abside et une partie de la voûte se sont effondrées. C'était un lieu de pèlerinage important De cette église provenait la Vierge à l'Enfant conservée à l'église Saint-Pierre[34].
- Église Saint-Pierre mentionnée dès 1312 située au cœur du village, où l'on trouve un triptyque provençal de la fin du XVe siècle ainsi qu'une Vierge à l'Enfant médiévale. L'église a été inscrite sur l'Inventaire supplémentaire des Monuments historiques en 1984[35],[36].

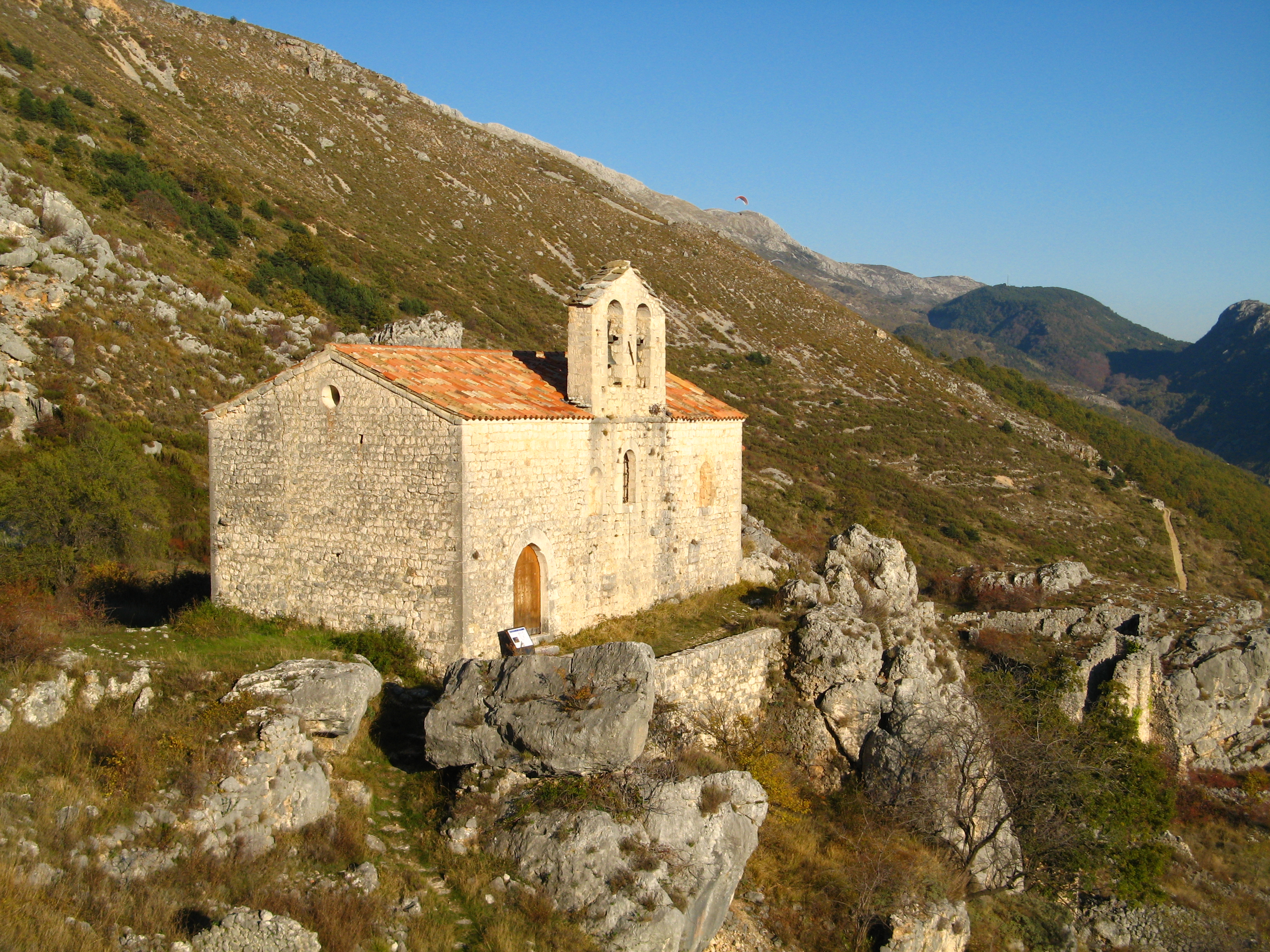
Église Saint-Étienne (Hautes Gréolières).

- Église Saint-Étienne, ancienne église paroissiale de Hautes-Gréolières, classée Monument historique en 1983[37]. Elle a probablement été construite dans la seconde moitié du XIIIe siècle par le comte de Provence Raimond-Béranger pour être l'église paroissiale du Castro de Gravellis Superiobus. Sa dédicace à saint Étienne est connue depuis le XIVe siècle. L'église possédait un retable dédié à saint Éienne, maintenant à l'église Saint-Pierre de Gréolières. Il a été réalisé vers 1480 par un religieux de l'école de Bréa ou de l'école provençale. Un autre retable, perdu, attesté par le procès-verbal de visite de l'évêque de Vence, en 1617, décorait le maître autel et représentait saint Jean l'Évangéliste et saint Antoine[38].
- Chapelle Sainte-Pétronille, construite au XVIIe siècle à Hautes-Gréolières.
- Chapelle Saint-Étienne[39].
- Borne milliaire[40], inscrite sur l'Inventaire supplémentaire des Monuments historiques en 1935[41].
- Monument aux morts[42] : Conflits commémorés : Guerre franco-allemande 1914-1918 [43].

#### Patrimoine civil

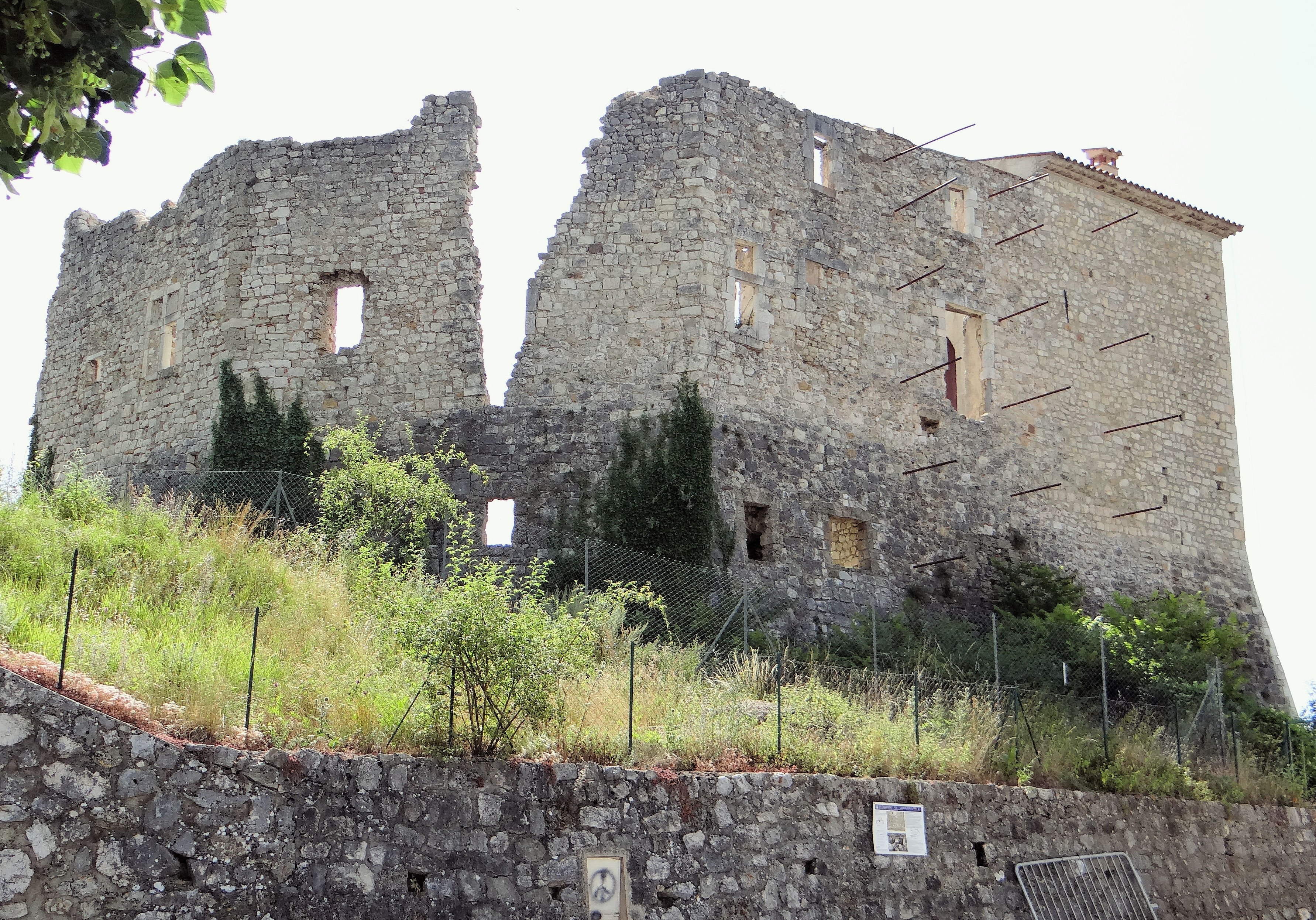
Enceinte du château de Basses-Gréolières.

- Deux châteaux en ruines[44].

Le château de Basses-Gréolières, château des barons de Gréolières-Vence, est situé dans le cœur du village et dont il est fait mention dès 1079. Il a été construit en 1070 par Rostang, seigneur de Gréolières appartenant à la famille des vicomtes de Nice. Ce château remplaçait un castel de Majone, situé au Baou Saint-Jean, construit en 1047. Le comte Raimond Bérenger IV de Provence entreprend de prendre le contrôle de la haute vallée du Loup et de mâter la noblesse locale. Le fief de Gréolières est pris, vers 1230. Le 3 septembre 1235 le comte de Provence remet le château de Basses-Gréolières à Romée de Villeneuve, premier baron de Vence, contre des biens qu'il avait acquis à Nice. Le château de Basses-Gréolières est alors remis en état, mais sans but défensif, car la défense est assurée par le château de Hautes-Gréolières. Le comte de Provence garde le château de Hautes-Gréolières, puis le transmet à la famille d'Agoult. En 1251, à la mort de Romée de Villeneuve, sa belle-mère, Astruge, achète le fief.
Le fief reste dans la famille de Villeneuve, barons de Vence, jusqu'à la Révolution. On note dans la généalogie des Villeneuve de Vence, que Giraud de Villeneuve, baron de Vence, seigneur de Gréolières, Saint-Jeannet, Le Castellet, Thorenc, et autres lieux, mort en 1408, s'est marié vers 1360, avec Bourgette d'Agoult (1310-1384), dame de Gréolières-Hautes, fille de Raymond d'Agoult, grand sénéchal de Provence, et qu'il en a eu François de Villeneuve, baron de Vence, et Raymond de Villeneuve, baron de Gréolières. Pierre de Villeneuve, baron de Vence, n'ayant pas eu d'enfant de son mariage avec Françoise de Grasse, il a appelé à lui succéder, dans son testament de 1518, son cousin, Antoine de Villeneuve, baron de Gréolières. Les baronnies de Vence et de Gréolières sont de nouveau séparées au profit de César de Villeneuve, un de ses petits-fils, qui est baron de Gréolières et seigneur de Coursegoules. Son fils Claude de Villeneuve, à la mort de son oncle Gaspard de Villeneuve, en 1657, hérite de la baronnie de Vence. Son fils Alexandre est le premier marquis de Vence. Dans les lettres patentes du 24 juillet 1783 faites par le roi pour Pierre Paul Ours Hélion de Villeneuve (29 juin 1759-9 septembre 1819), marquis de Vence, il est qualifié de très haut et très puissant seigneur, baron et marquis de Vence, marquis de la Garde Adhémar, baron de Gréolières, seigneur du Puget, Saint-Étienne des Forts, Chalençon, les Vignaux et autres lieux. Il est créé pair de France en 1815. Son fils, Clément Louis Hélion de Villeneuve est le dernier descendant mâle en ligne directe de Romée de Villeneuve.
Le château a été dévasté, ainsi que le village entre 1382 et 1388 par les attaques et l'occupation de Basses-Gréolières par la bande de routiers commandée par Vita de Blois qui était installé au château de Thorenc.
En 1400, le château est renforcé. Une enceinte polygonale est construite et des talus protégeant la base rocheuse sont réalisés.
À l'été 1574, pendant les guerres de religion, le baron Claude de Villeneuve, baron de Vence, marié à Françoise Grimaldi, est protestant. Il est attaqué dans son château par une bande de "rasats" protestants de Grasse. Il est délivré par une expédition montée par les habitants de Vence pour éviter qu'il prenne la tête d'une troupe de protestants et fasse de Vence une cité protestante.
En 1592, le château reçoit 200 boulets de canons tirés par les troupes du duc de Savoie pendant la guerre commandée par le duc de Lesdiguières contre le duc de Savoie. L'enceinte du château est abattue.
Il est reconstruit vers 1600. Une nouvelle restauration est entreprise en 1712.
En 1747, pendant la guerre de Succession d'Autriche, le comté de Nice est attaqué par les troupes françaises et espagnoles commandées par le duc de Belle-Isle, mais sont bloquées par le fort de Saorge. Les victoires des troupes autrichiennes et sardes dans le Briançonnais vont leur permettre d'attaquer dans le Comté de Nice. Le château est de nouveau bombardé par les troupes Austro-Sardes.
Il a été vendu comme bien national pendant le Révolution à plusieurs familles qui le laissent tomber en ruines. Il est racheté à la fin du XXe siècle par un particulier Le château a été inscrit sur l'Inventaire supplémentaire des Monuments historiques en 1976,.

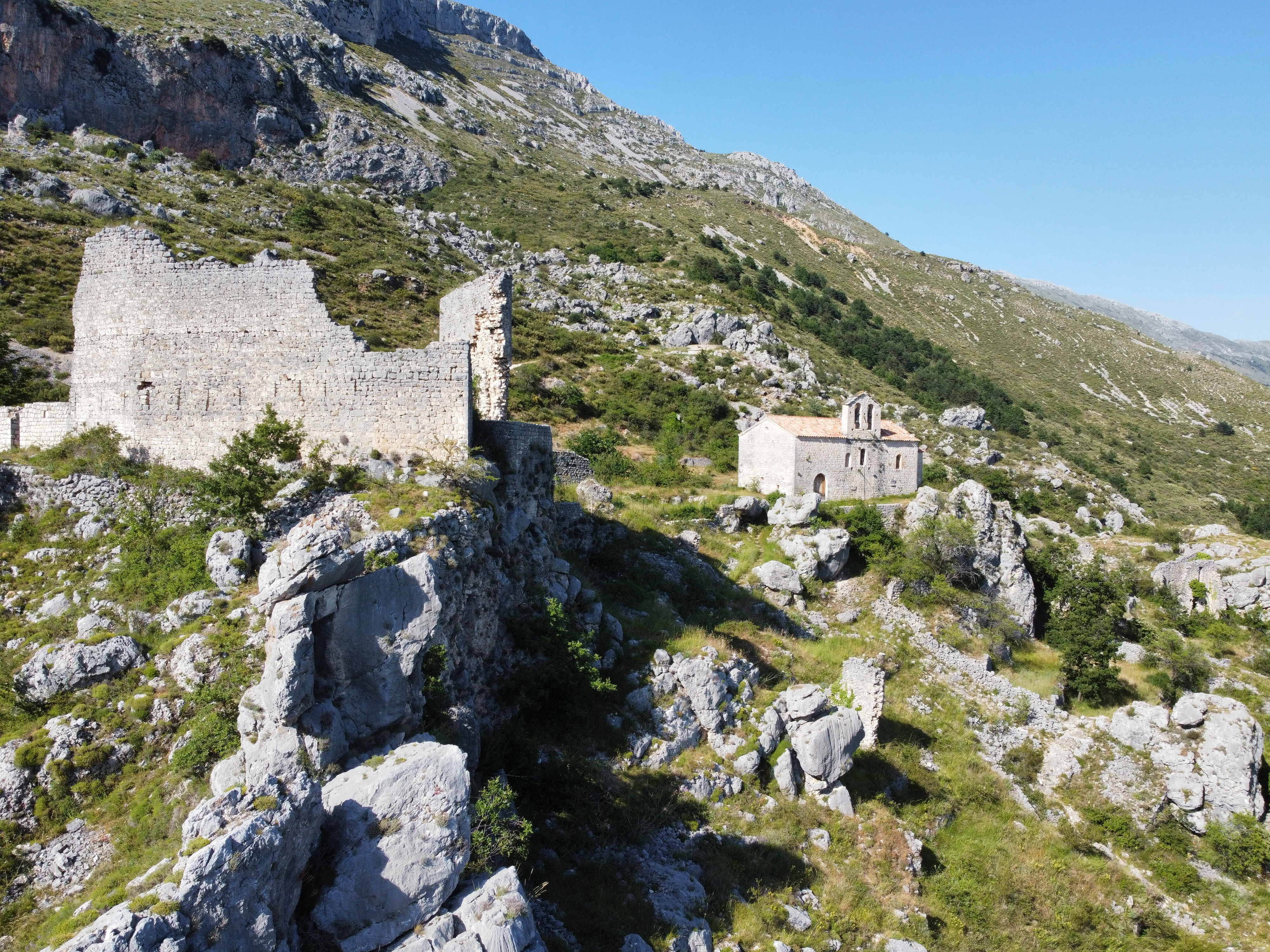
Chateau de Hautes-Gréolieres.

Le château de Hautes-Gréolières domine le village, placé sur un éperon rocheux et dont il est fait mention dès 1232. Le village de Hautes-Gréolières s'est formé au IXe siècle sur une butte pour protéger les habitants des invasions sarrasines. Le château de Hautes-Gréolières actuel a été construit par le comte de Provence après la prise de Gréolières. Le fief de Gréolières est alors partagé. Hautes-Gréolières, conservé quelque temps par les comtes de Provence, est donné à la famille d'Agoult. En 1307, Raibaude de Caussols s'étant mariée à Réforciat d’Agoult y a résidé. Vers 1360, le fief de Hautes-Gréolières est réuni à la suite du mariage à de Bourgette d'Agoult, dame de Gréolières-Hautes, avec celui de Basses-Gréolières appartenant à Giraud de Villeneuve, baron de Vence. Hautes-Gréolières n'est plus une paroisse après 1787 mais a été habitée jusqu'à la fin du XIXe siècle. Le château de Hautes-Gréolières n'a pas été restauré à la suite des destructions faites à la fin du XVIe siècle.
- Une fontaine.
- Voie romaine Ventiana reliant Vence à Castellane[49].
- Borne milliaire[50], croix de chemin[51]
- le site des Baous. Le Baou Saint-Jean, au sud du hameau de Saint-Pons, possède des vestiges des constructions de l'habitat de Majone qui était cité en 1047.

### Patrimoine naturel
- La clue de Gréolières, taillée dans la montagne du Cheiron par un affluent du Loup, le Peyron. On peut y voir des marmites de géants et des rochers dolomitiques.
- Les avens. La montagne du Cheiron a été creusée par l'eau pour en faire un réservoir. L'aven de Degouttaire se développe sur 650 m.

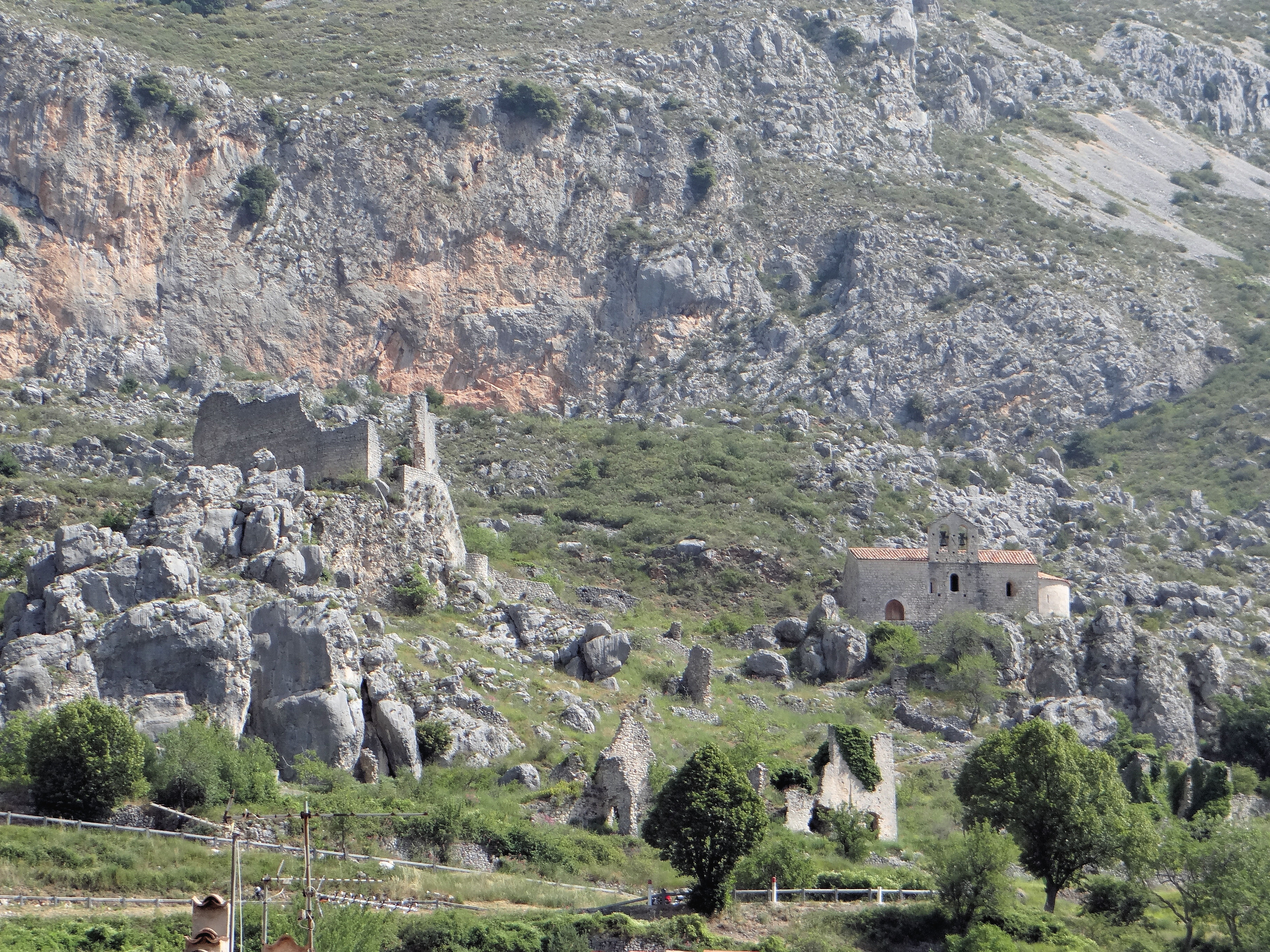
Hautes-Gréolières : les vestiges du château et la chapelle Saint-Étienne.
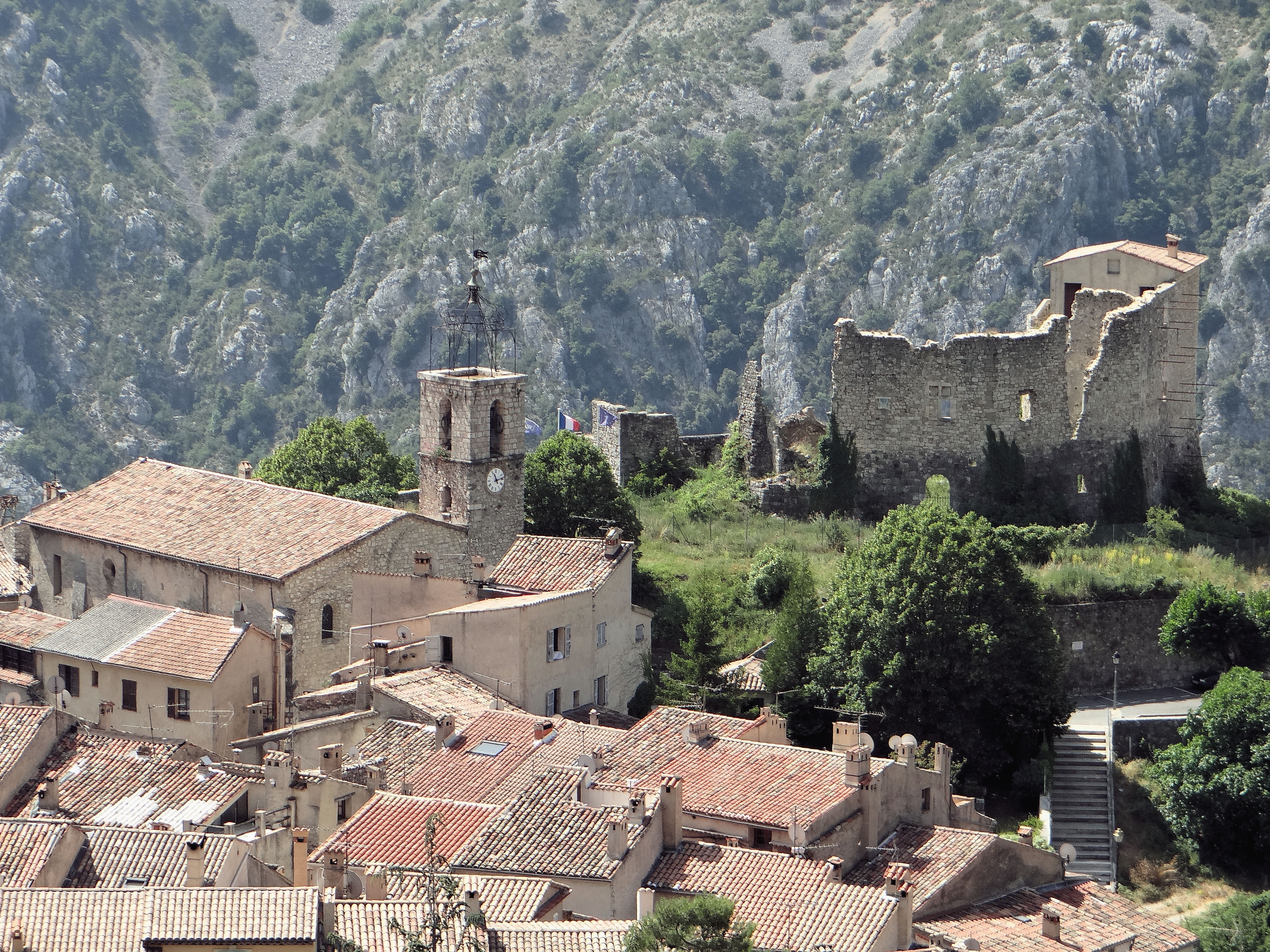
Basses-Gréolières : les vestiges du château et l'église Saint-Pierre.
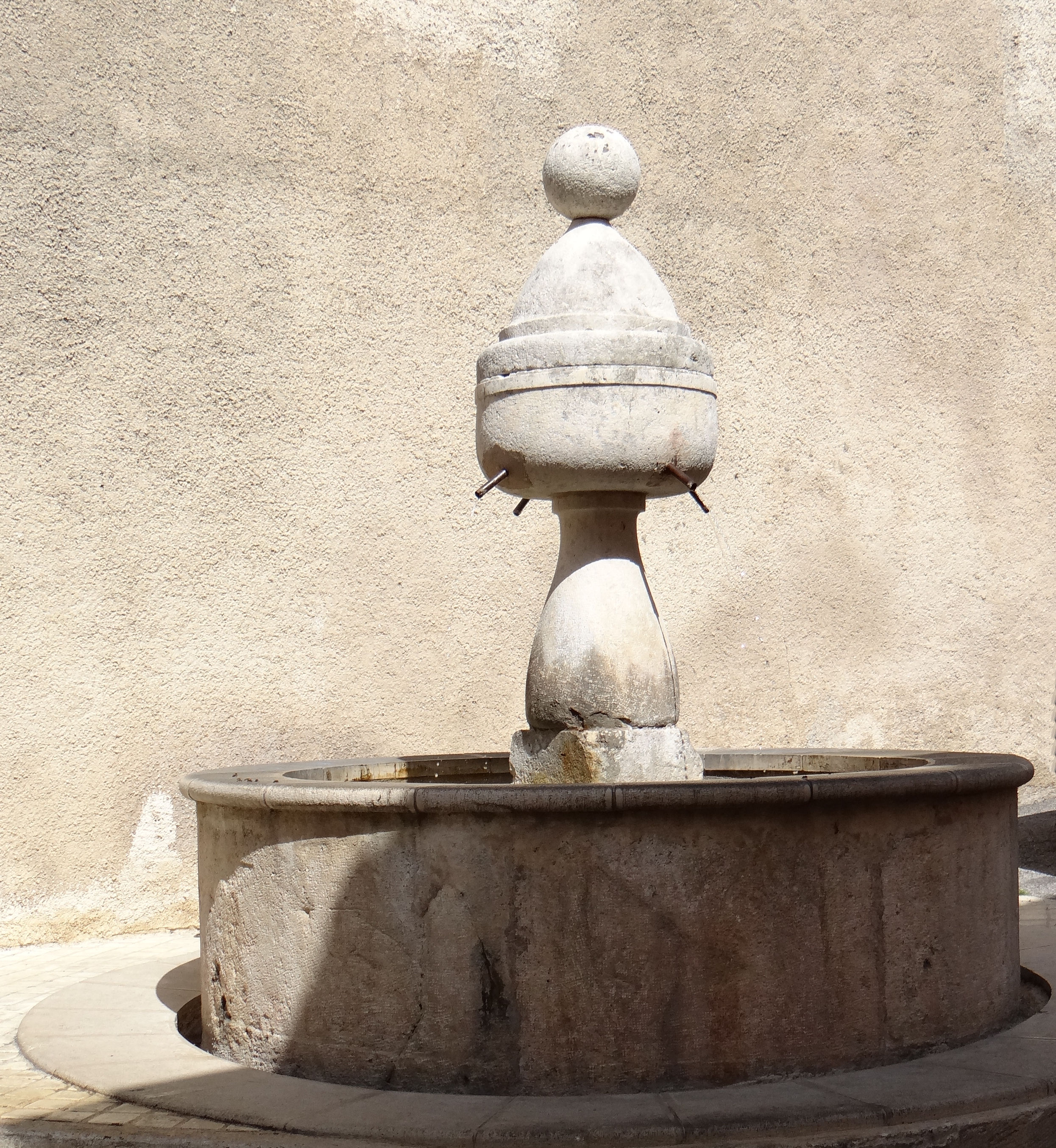
Fontaine de Gréolières.
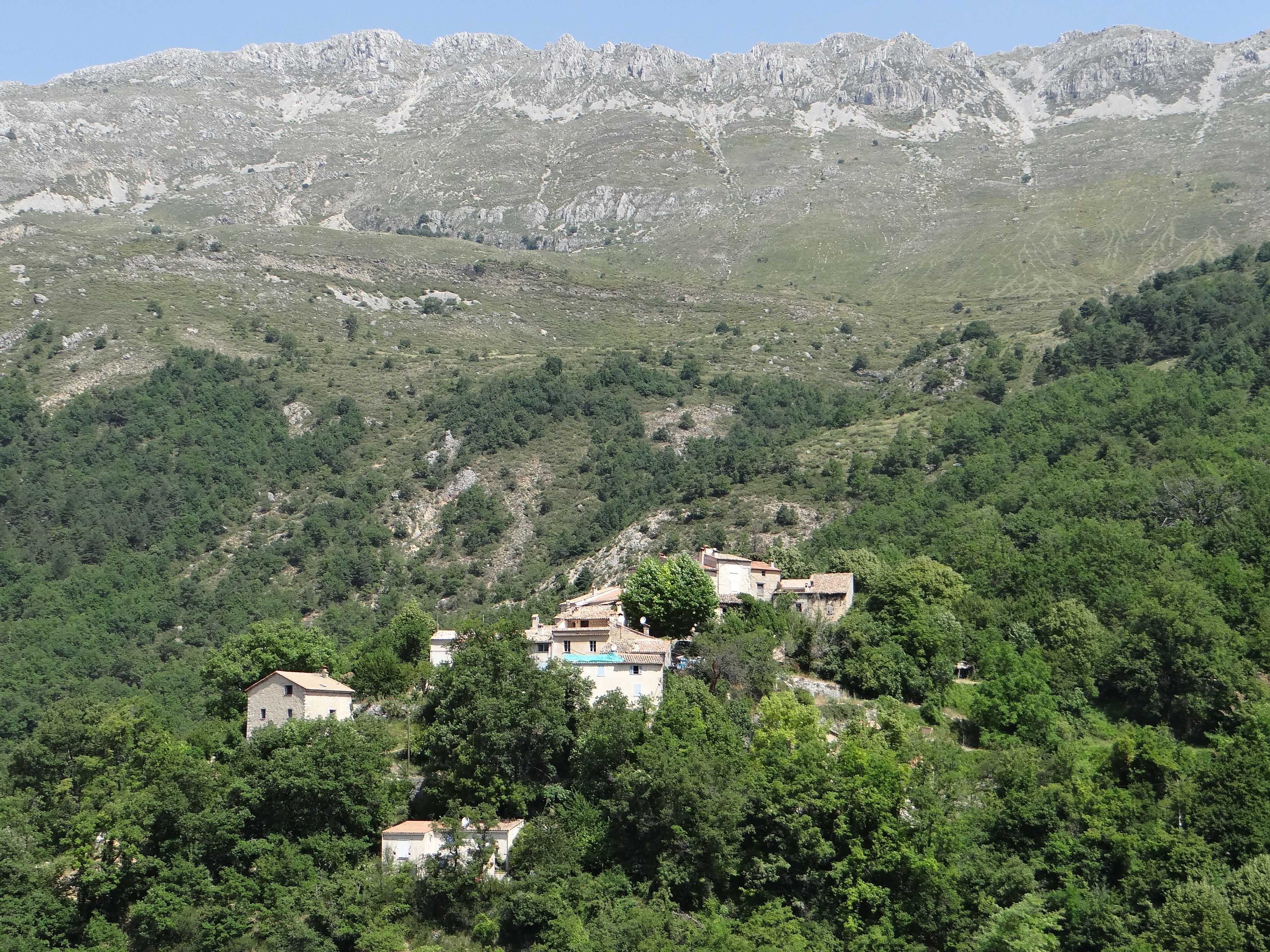
Le hameau de Saint-Pons et la montagne du Cheiron.

### Héraldique
| Blason de Gréolières | Blason  | D'azur au château d'argent surmonté d'une fleur de lis d'or, à la filière du même. |
| Blason de Gréolières | Détails | Le statut officiel du blason reste à déterminer.                                   |

## Personnalités liées à la commune
- Famille de Villeneuve, barons de Vence.
- Max Maurel, berger conduisant ses troupeaux de moutons sur les pentes du Cheiron, fut aussi un peintre protégé par Matisse. Il a inspiré à Jacques Prévert un poème, Le Cœur de la peinture... ("Soleil de Nuit", publié par Gallimard), à la gloire des sonnailles du Cheiron[52].